# Dame Carcas

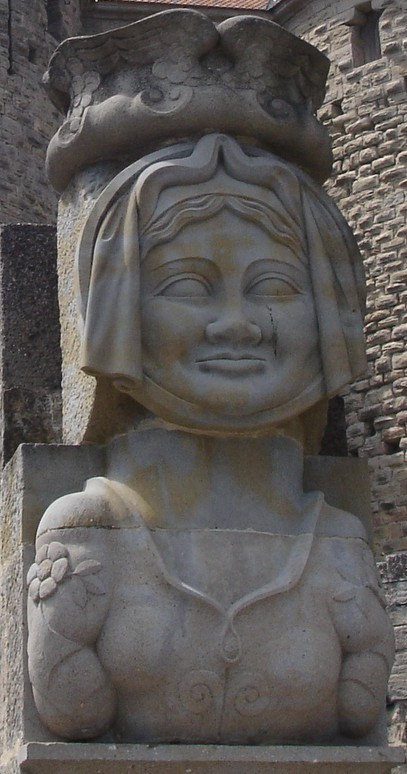
Buste de la Dame Carcas devant la porte narbonnaise. Symbole de résistance, il est érigé au XVIe siècle par le consul de la ville dont les doléances ne sont pas prises en compte par le roi de France.

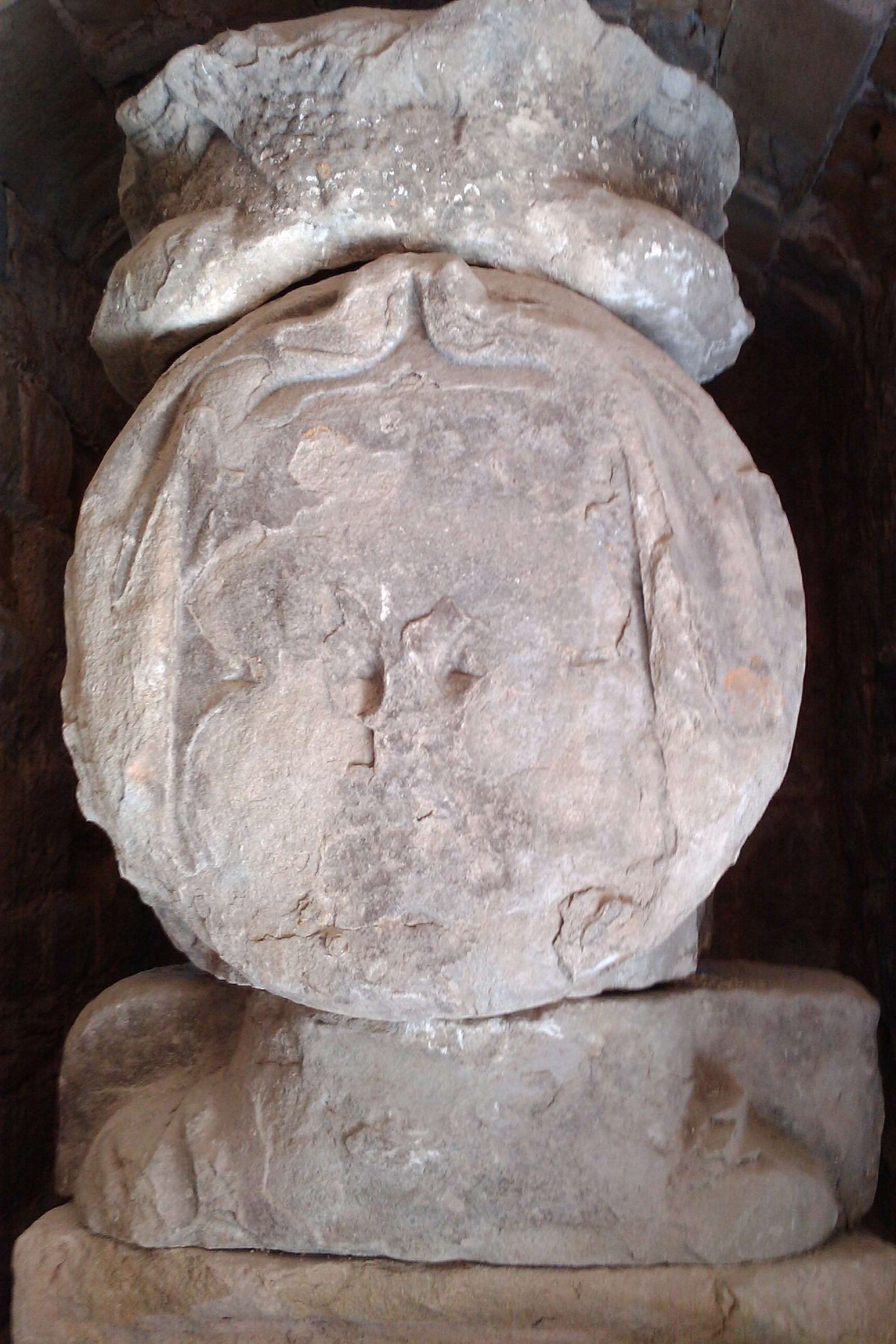
Tête de la statue originale.

Dame Carcas est un personnage légendaire de la ville de Carcassonne. Elle est selon la légende la femme de Balaach, prince musulman de Carcassonne, qui est tué au combat contre Charlemagne,. À la suite du décès de son mari elle aurait pris en main la défense de la ville face à l'armée franque et l'aurait repoussée,.

## Légende
La légende est principalement connue par des récits recueillis à partir du XVIe siècle. Elle affirme que Charlemagne et son armée étaient aux portes de la ville de Carcassonne afin de la prendre, cette dernière était alors aux mains des Sarrazins. La cité de Carcassonne avait pour roi un musulman du nom de Balaach. Ce dernier apprenant l'arrivée des troupes franques de Charlemagne, part à sa rencontre avec son armée mais est fait prisonnier par l'empereur. Refusant de livrer la ville et ayant blasphémé il est décapité. Dame Carcas, l'épouse de Balaach, apprenant la mort de son mari organise la défense de la cité.
La Princesse Carcas aurait d'abord utilisé une ruse consistant en la réalisation d'hommes de paille, chacun avec son arbalète, qu'elle fait fabriquer et placer dans chaque tour de l'enceinte. Faisant le tour des murailles, elle ne cesse de décocher des traits sur les ennemis en faisant croire qu'ils sont tirés par ces faux soldats, afin de décourager les assiégeants.
Le siège mené par les Francs s'éternise et il dure depuis déjà cinq ans. Au début de la sixième année la nourriture et l'eau se font de plus en plus rares et la plupart des soldats de la cité sont morts. Dame Carcas aurait eu alors l'idée de faire l'inventaire de toutes les réserves qui lui restent. Les villageois amènent ainsi à Dame Carcas une truie et un sac de blé. Elle fait engraisser le porc avec le sac de blé puis le précipite depuis la plus haute tour de la Cité au pied des remparts extérieurs.
Charlemagne et ses hommes, croyant que la Cité déborde encore de vivres au point de gaspiller un porc nourri au blé, lève le siège. Voyant l'armée de Charlemagne quitter la plaine devant la Cité, Dame Carcas remplie de joie par la victoire de son stratagème décide de faire sonner toutes les cloches de la ville. Un des hommes de Charlemagne se serait alors écrié « Carcas sonne ! », d'où le nom de la Cité.

## Historiographie
Selon l'historiographie, Dame Carcas est un personnage qui relève de l'ordre du légendaire. La légende dérive de chansons de gestes médiévales disparues. Elle fut recueille d'après la tradition orale par divers auteurs notamment au XVIe par Jean Dupré et au XVIIe siècle par Guillaume Besse et Guillaume Catel.
Charlemagne n'a probablement pas fait le siège de Carcassonne, son père Pépin le Bref l'ayant déjà prise aux Sarrasins en 759, alors que Charlemagne avait entre onze et dix-sept ans.
La légende de l'assiégé jetant de la nourriture aux assiégeants pour les tromper est répandue dans plusieurs pays différents, notamment Bias de Priène résistant au roi lydien Alyatte en engraissant deux mules et en les faisant sortir de la ville. Une légende similaire existe aussi autour du siège de Monção, pendant lequel Deu-la-Deu Martins aurait jeté du pain à l'envahisseur castillan.

## Culture populaire
- À l'entrée du pont-levis, le buste giron de Dame Carcas accueille les visiteurs. Il s'agit d'une réplique. L'original sculpté au XVIe siècle, est conservé au château comtal.
- Il existe une auberge de Dame Carcas dans la cité.
- Des sablés au nom de Friandises de Dame Carcas sont commercialisés par l'Épicerie de la cité.

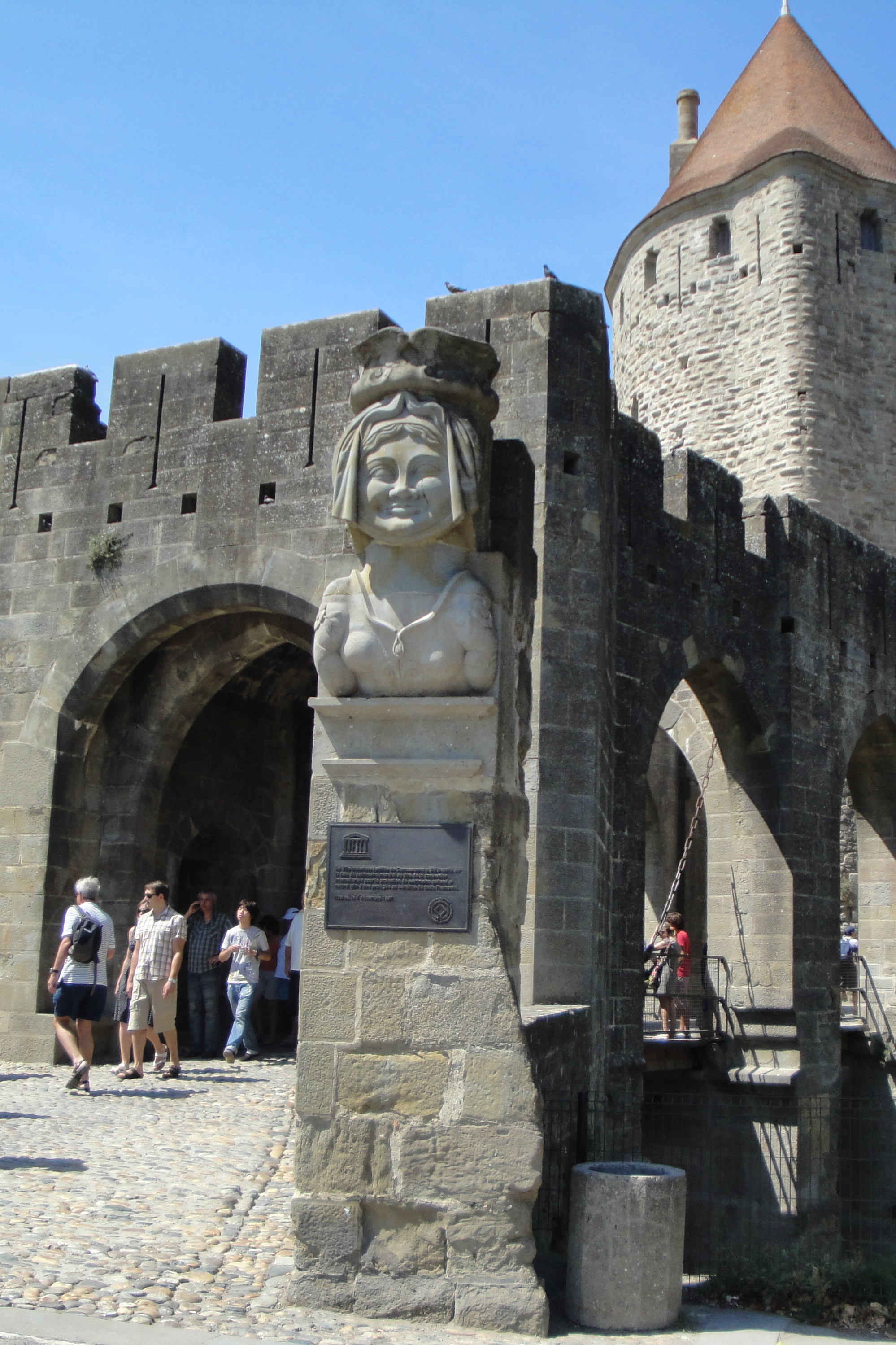
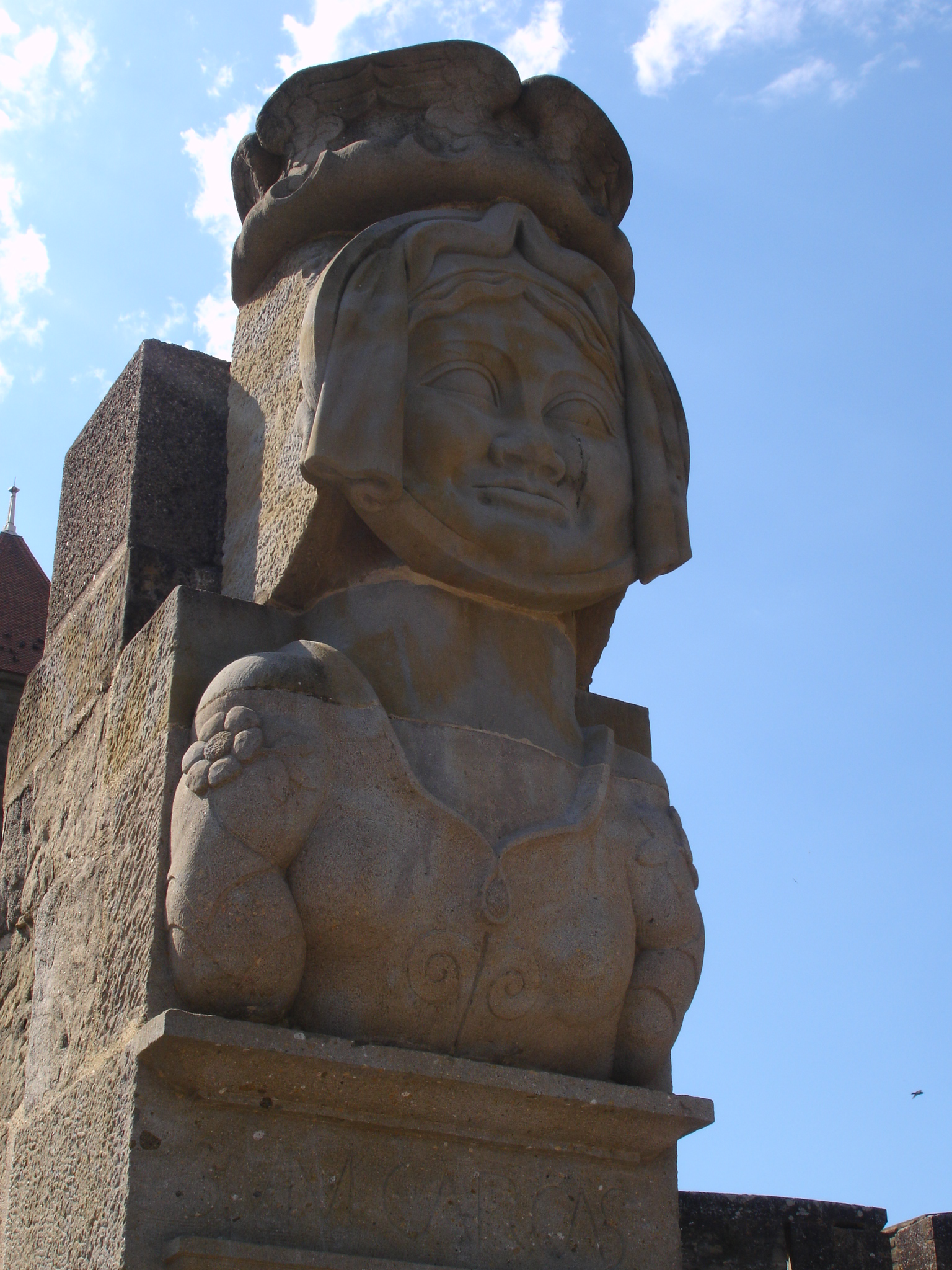
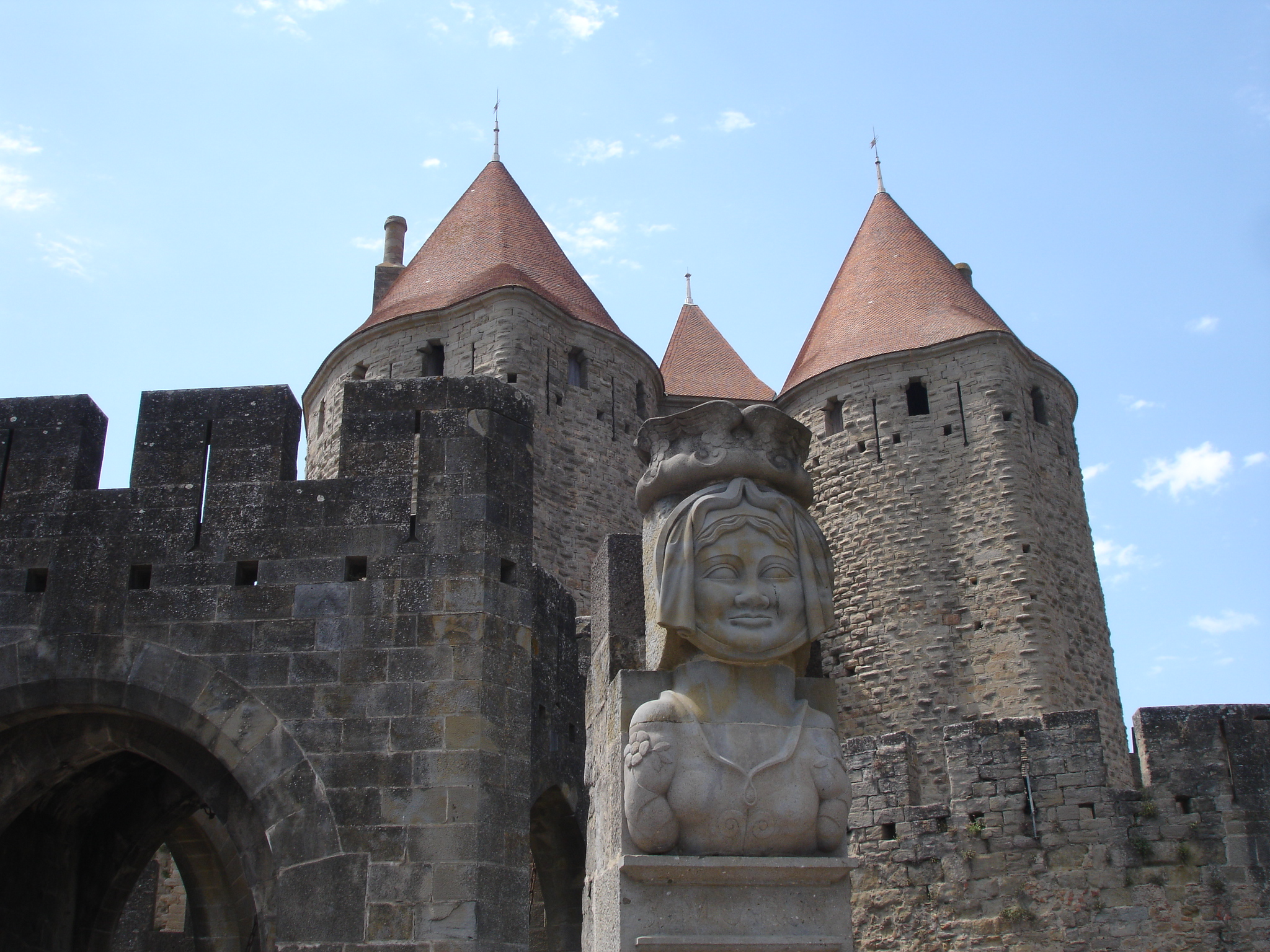
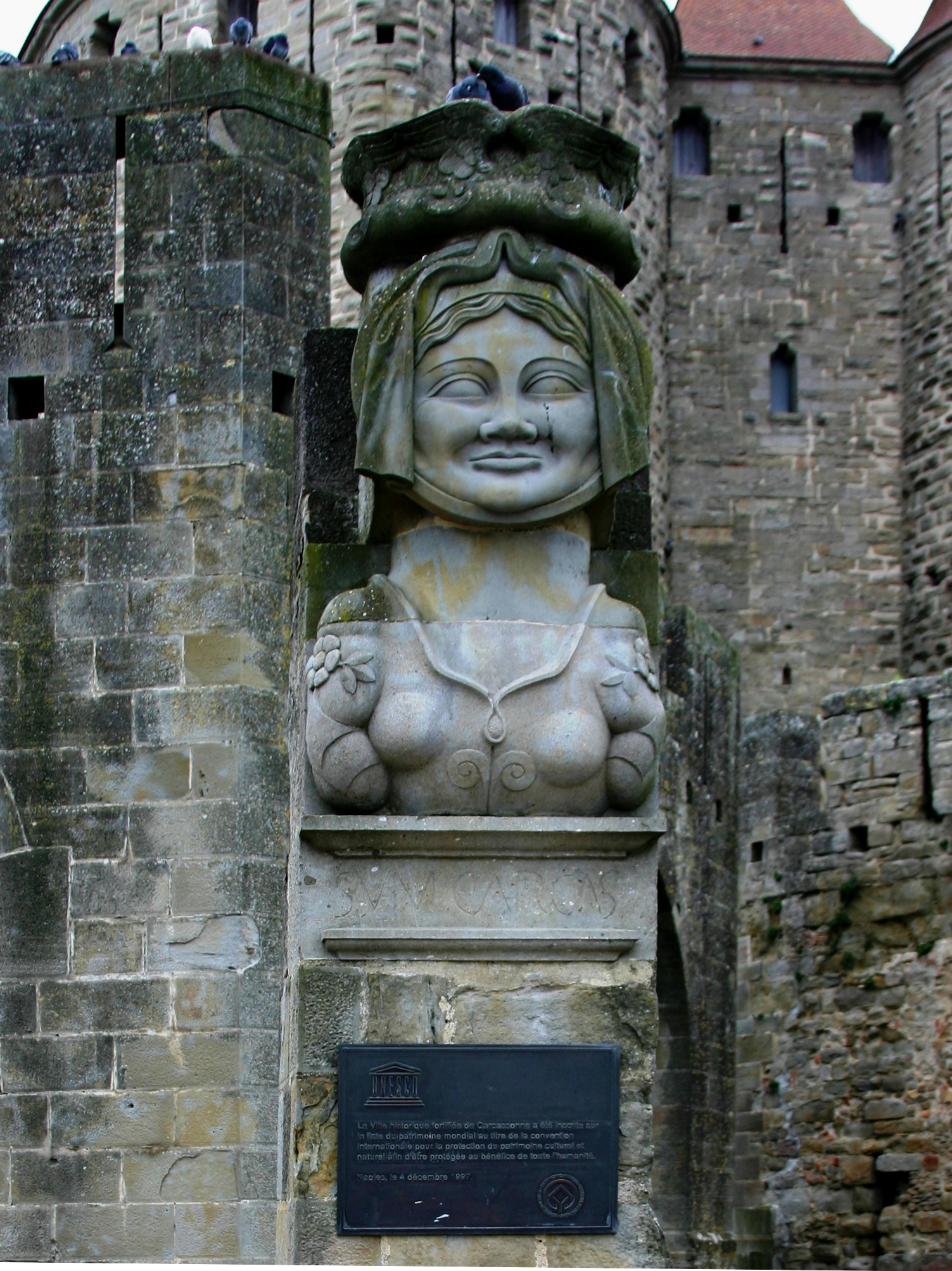
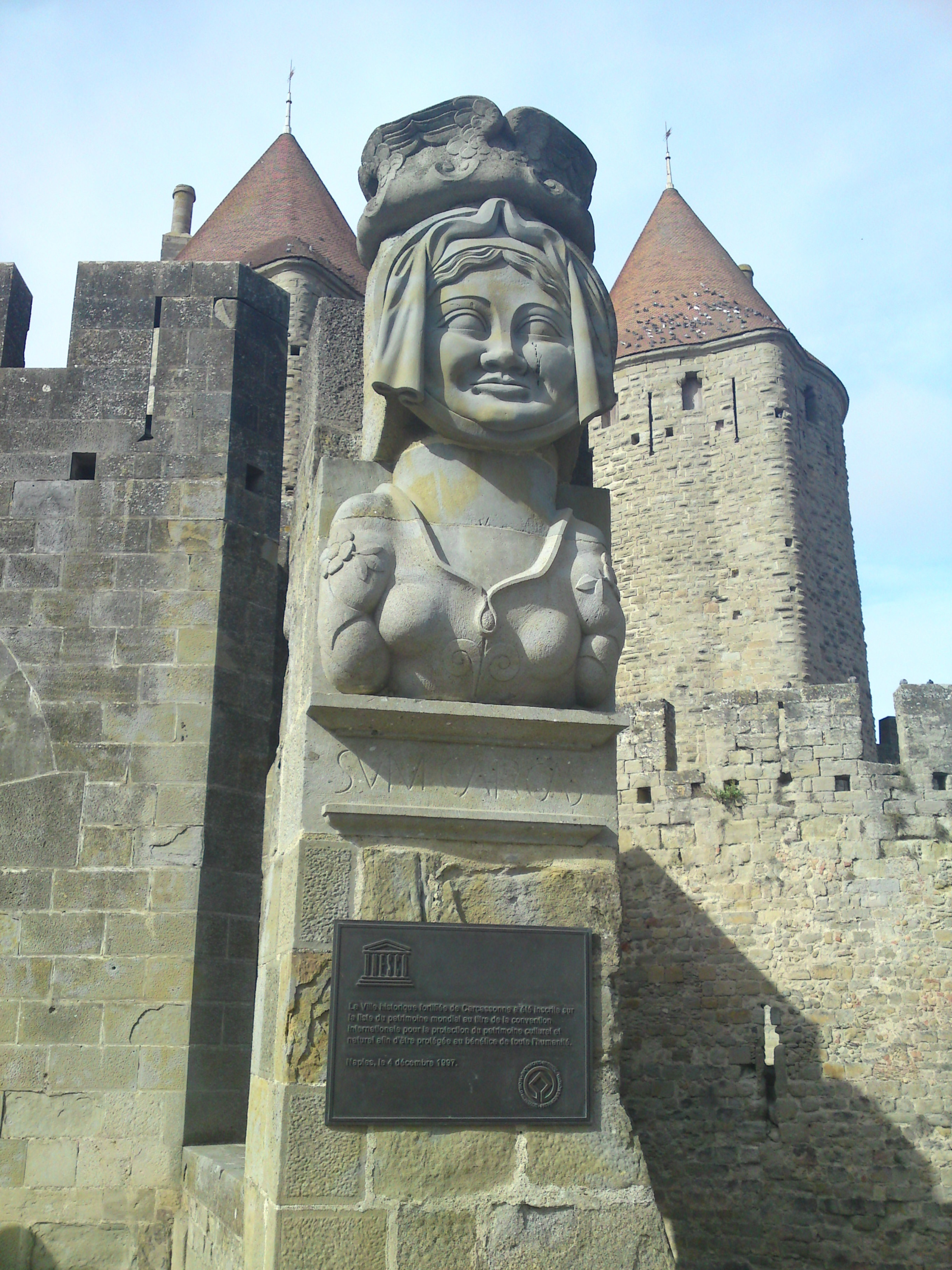

#### Études
- Gauthier Langlois, « Autour de la Légende de Dame Carcas : la croisade des Albigeois et les chansons de geste », dans Médiévales Baziège. Actes du colloque d’histoire du 16 novembre 2024, Baziège, ARBRE, coll. « Médiévales de Baziège », 2025, 67-74 p. (ISSN 2739-4220)
- Gauthier Langlois, Dame Carcas, une légende épique occitane, Carcassonne, Société d'études scientifiques de l'Aude, 2023, 304 p. (ISBN 978-2-9531120-4-7, présentation en ligne)
- Gauthier Langlois, « La circulation d’une légende épique de fondation sur les chemins de Saint-Jacques : la légende de Dame Carcas et ses adaptations pyrénéennes, ibériques et occitanes », dans La montagne explorée, étudiée et représentée : évolution des pratiques culturelles depuis le xviiie siècle, Éditions du Comité des travaux historiques et scientifiques, coll. « Actes des congrès nationaux des sociétés historiques et scientifiques », 9 juin 2020 (ISBN 978-2-7355-0887-7, DOI 10.4000/books.cths.11337, lire en ligne)
- Gauthier Langlois, « Dame Carcas et les origines légendaires de Carcassonne », Histoire de l’Antiquité à nos jours,‎ hors-série no 56, juillet 2019, p. 6-11 (ISSN 1632-0859, résumé).
- Gauthier Langlois, « La Légende de Dame Carcas. Les origines épiques », Bulletin de la Société d’études scientifique de l’Aude, t. CIX, 2009, p. 77-87 et t. CX, 2010, p. 45-58.
- Sylvie Caucanas, « Dame Carcas, une héroïne sarrasine », Perpignan, l’histoire des musulmans dans la ville (du Moyen Âge à nos jours). Recueil des communications du colloque du 7 et 8 avril 2005, Perpignan, Archives communales, 2005, p. 33-44.

#### Adaptations
- Camille Génaux (dessin et scénario) et Thomas Bourget (scénario), Dame Carcas et la cité de pierre (bande dessinée), Aragon (Aude), Bulles d'Aragon, juillet 2021, 75 p. (ISBN 979-10-96219-10-0)
- Christian Jaumes, La légende de Dame Carcas. Le manvscrit enlvminé de la legende de Dame Carcas. Traduict de Latin en François in English & Castellano. A Carcassonne par C. Iacobvs, Carcassonne, Christian Jaumes, 2019, 80 p. (ISBN 9791069940116)
- Gauthier Langlois (dir. et scénario), Yigaël et al., « Un troubadour à la cour des Trencavel : la légende de Dame Carcas », dans Au fil des siècles : Histoire(s) de Carcassonne, Albi, Grand Sud, coll. « Histoire(s) », 2013, 42 p. (ISBN 978-2-36378-043-0, présentation en ligne)
- Jean-Pierre Kerloc'h (scénario), Sophie Minana (dessin), La Véritable légende de Dame Carcas, Ventenac-Cabardès, Éd. du Cabardès, 2010, 28 p. (coll. "histoires d'Histoire").  (ISBN 978-2-9534371-6-4).
- Mor (scénario et dessin), La Légende de Dame Carcas, Cazilhac : Belisane, 2003, 40 p.  (ISBN 2-910730-39-5).
- Jean-Claude Pertuzé (scénario et dessin). Dame Carcas, Portet-sur-Garonne : Loubatières, 1997, 40 p. (Coll. Petits contes et légendes des pays occitans no 1),  (ISBN 2-86266-249-6).
- Julia Durand (scénario), Pierre Bonnafous (dessin), La légende de Dame Carcas, Carcassonne, Éd. Prestation soleil, 1996, 54 p.,  (ISBN 2-9509-9570-5).
- Émile E., Dame Carcas, histoire et légende : d'après la tradition, Carcassonne, M. Bouffard, 1975, 38 p.
- Daniel Bernardin, De Dame Carcas à Carcassonne, L'Isle-d'Espagnac, D. Bernardin, 1996, 48 p.